# Сало в шоколаде
Сало в шоколаде — десерт из шоколада в виде конфет, который состоит из обычного или копчёного сала, шоколада и сливочного масла. Имеет ярко выраженный солено-сладкий вкус. Также может содержать различные специи. К блюду можно подавать вино или ликёр.

## Распространение
Десерт является блюдом украинской кухни. Точных данных о времени возникновения десерта нет, однако наибольшую популярность набрал в начале XXI века и вскоре стал элементом массовой культуры на Украине. В розничной продаже десерт «Сало в шоколаде» встречается редко. В одноимённых с названием десерта шоколадных батончиках, вместо сала используются сливки и джем. Настоящие конфеты непосредственно из сала и шоколада готовят в некоторых немногих заведениях национальной украинской кухни, как на Украине так и за рубежом — в частности во Львове, Киеве, Самаре. Сало в шоколаде имеет большой спрос среди туристов на Украине. Блюдо «Сало в шоколаде» было представлено на Днях Украины во Франции.Также конфеты «экспонируются» в единственном в мире музее сала во Львове.

## Приготовление
В классическом рецепте используются чёрный шоколад, обычное или копчёное сало, сливочное масло. Также, иногда, для придания аромата и пикантности блюду в небольших количествах добавляются специи: имбирь, кардамон, перец чили, чёрный перец, мускатный орех.
Сало нарезается тонкими прямоугольниками. Шоколад смешивается со сливочным маслом и специями. Полученная смесь заливается в формы наполовину, затем кладётся сало, и формы заполняются полностью. Далее, формы с залитой смесью помещаются в морозильную камеру. Через 2—24 часа десерт готов.

## Аналогичные блюда
- Бекон в шоколаде (США) — блюдо, состоящее из жареного бекона, покрытого слоем шоколада.